# Bohumil Peleška
Bohumil Peleška (4. března 1921 Žár – 9. února 1998 Neuried) byl český kardiolog a chirurg, který se zabýval zejména problematikou srdeční defibrilace a resuscitace. Stanovil ideální tvar proudové vlny při defibrilaci (první na světě).

## Život
Vyučil se řemeslu a až později začal studovat lékařství. Byl žákem profesora Bohumila Špačka (1911–1986). Učil na lékařské fakultě Univerzity Karlovy, byl docentem. V roce 1962 jako první v Československu implatoval pacientovi kardiostimulátor. V letech 1963 až 1969 byl ředitelem Výzkumného ústavu pro elektroniku a modelování v lékařství v Praze; od roku 1969 do roku 1975 pak byl zbaven funkce ředitele a pracoval na pozici vedoucího pracovníka. Na přelomu 60. a 70.let 20. století řídil vývoj kardiostimulátoru československého původu. V roce 1975 emigroval do Západního Německa, kde žil v Mnichově. Po dlouhé nemoci umřel v Neuriedu.

## Dílo
- Současné směry lékařské elektroniky se zaměřením na chirurgii (spoluautor: M. Netušil) (1964).
- Cardiac Arrhythmias Follow in g Condenser D ischarges Led Through an Inductance: Com parison with Effects of Pure Condenser D ischarges. Circulation Research 1965:XVI: 11-7.
- Optimal Parameters of Electrical Im pulses for D efibrillation by Condenser D ischarges. C irculation Research 1966;XVIII: 10-22